# Avia B-534
Avia B-534 („Авиа Б-534“) е чехословашки изтребител-биплан.
Разработен е в началото на 1930-те години във фирмата Avia, Прага. Оказал се сравнително успешен за времето си самолет, той влиза на въоръжение както в чехословашките въоръжени сили, така и във въоръжените сили на други държави, сред които е България. Използван първоначално по оригиналното си предназначение като изтребител, в началото на 1940-те г. се оказва, че конструкцията вече е остаряла и впоследствие е използван като разузнавателен и щурмови самолет.

## Създаване
Avia B-534 е развитие на конструкцията на изтребителя Avia B-34, разработен през 1931 г. Веднага след създаването на този изтребител, конструкторът му Франтишек Новотни с екипа си започва разработки на негова база, с цел подобряване на качествата му. До Avia B-534 се стига след конструирането на четири други прототипа:
- Avia B-134 – предвиден за двигател с въздушно охлаждане Walter-Mistral 14Kbs; този прототип остава недовършен, тъй като се преминава към следващия вариант.
- Avia B-234 – прототип с двигател Avia R-29. Машината е готова през лятото на 1932 г., но не лети заради неизправности в двигателя.
- Avia B-334 – вариант за двигател Jaguar Major на фирмата Armstrong Siddeley; останал само на хартия.
- Avia B-434 – прототип с двигател с водно охлаждане Hispano-Suiza HS-12Xbrs, но в същото време фирмата Avia влиза в преговори за закупуването на лиценз на многоцелевия двигател HS-12Ydrs, за който и двигател е създаден Avia B-534.

За първия прототип на Avia В-534 е използвана готовата конструкция на Avia В-234, на която с известни доработки е монтиран двигател HS-12Ydrs. Първият прототип излита на 25 май 1933 г., а на 5 септември същата година полита и вторият прототип, който е с променен въздухозаборник на масления радиатор и закрита кабина.
След изпитания и демонстрации, някои от които извън страната, през втората половина на 1934 г. чехословашкото министерство на отбраната поръчва 24 машини, като впоследствие поръчката е увеличена на 147. Като лицензирани подизпълнители са включени и фирмите Letov и Aero Vodochody, а серийното производство започва през февруари 1935 г.

## Модификации
- Avia В-534–I (Avia В-534 I серия) – първи вариант на изтребителя. Това са машините с фабрични номера от 2 до 101. Въпреки че за база е използван вторият прототип, машините от първата серия са с открити кабини. Витлата на двигателите са дървени, въоръжението се състои от 2 х 7.92-mm картечници VZ.30.
- Avia В-534–II (Avia В-534 II серия) – въоръжението е усилено с още 2 бр. 7.62-mm картечници VZ.30, поради което под пилотската кабина се появяват големите ламаринени обтекатели, под които са картечниците. Фабричните номера на машините от тази серия са от 102 до 147.
- Avia В-534–III – 3-та серия на изтребителя. Отличава се от предишните две по единствения въздухозаборник към компресора. Фабрични номера от 148 до 153.
- Avia В-534–IV – 4-та и най-масова серия с фабрични номера 174 – 445. Тези машини са с метално витло и закрита кабина, като получават и бомбодържатели за 4 х 20-кг или 6 х 10-кг бомби. Максималната им скорост достига до 405 км/ч, но при максимална полетна маса (пълно въоръжение и гориво), тя не достига повече от 370 км/ч.

## Оператори
- България – общо са закупени 78 бр.: 12 бр. от серия 3 (март 1938 г.), 48 бр. от серия 4 (1939 г.) Последната серия от 18 бр. е доставена през март 1942 г.[1] за които се предполага че са Bk.534.
- Германия
- Гърция – 6 самолета, закупени през 1937 г.
- Румъния – няколко машини от този тип получени от Германия.
- Словакия – около 70 самолета, останали на нейна територия след отделянето на държавата от Чехословакия.
- СССР – няколко самолета, основно трофеи.
- Унгария
- Хърватия – няколко самолета, получени от германците след капитулацията на Югославия.[2]
- Чехословакия
- Югославия – 14 самолета, закупени през 1934 г.[3]

## Бойна биография

### Гърция и Югославия
Гръцките и югославските Avia B-534 са използвани в Итало-гръцката война, Операция Марита и Операция Ауфмарш 25, които довеждат до окупирането на тези 2 държави от Страните на Оста. Повечето машини са изгубени, а тези които оцеляват, попадат като трофеи у победителите.

### Словакия
След окупацията и превръщането на Чехия в протекторат Бохемия и Моравия от Нацистка Германия и образуването на Словашката държава всички самолети, останали на словашка територия, влизат в състава на ВВС на Словакия. Още на 23 – 24 март същата година около 70 машини Avia B-534 участват в пограничните сражения срещу унгарската армия в хода на т. нар. Малка война. През юли 1941 г., когато голяма част от словашките ВВС са изпратени на Източния фронт в подкрепа на германците, основната част от словашките Avia B-534 също се озовават там, част от тях са използвани срещу партизаните в Украйна. На Източния фронт излизат наяве недостатъците на машината: освен ниска скорост и слабо въоръжение горивните резервоари са необезопасени срещу пожар при прострелване със запалителен боеприпас, а пилотът няма никаква бронева защита. Вследствие на това са изтеглени от фронта и заменени с Ме-109Е през 1942 г.
Най-малко два самолета от този тип вземат участие и в Словашкото национално въстание, изпълнявайки разузнавателни полети и атакувайки унгарски части. С такъв самолет е свален унгарски Ju 52/3m.

### Германия
Трофейните Avia B-534 са зачислени в състава на JG71 и са използвани основно като тренировъчни самолети. С тях са обучавани и пилотите, които се е предвиждало да служат на строящия се самолетоносач „Граф Цепелин“, който така и не е достроен.

## Avia B-534 в България
Годините предшестващи голямата война са тревожни, правителството на Царство България търси възможност да закупи добри и качествени изтребители. Изборът не е голям, спечелите си слава Поликарпов И-15 и И-16 в гражданската война в Испания по политически прични не могат да бъдат закупени. Великобритания категорично отказва да доставя военна техника на България и налага забрана самолети с английски двигатели да бъдат доставяни на България, това забавя и придобиването на полските PZL P.24, които първоначално са с британски мотори. Изненадващо през март 1938 г. в Чехословакия е сключена сделка за Avia B-534, и първите 12 самолета пристигат в България още пролетта на 1938. През лятото на 1939 г. българското правителство закупува с отсъпка от 70% от първоначалната цена от протектората Бохемия и Моравия 214 самолета, сред които са и втората партида от 48 изтребителя. Третата партида от 18 бр. са доставени вече пряко от германците през 1940 г., (съдейки по остъклената част зад пилотската кабина това са Bk.534 (Bk.534 е версия с 20-мм оръдие Oerlikon FFS разположено между цилиндрите на двигателя)).
За годините 1937 – 1940 – Avia B-534 е модерен и отговарящ на изискванията за водене на въздушна война самолет, равностоен е и може да се бори като равен с евентуалните си противници. За сравнение в същия период Турция купува 20 PZL P.24A и строи по лиценз още 50бр. от PZL P24C, които имат същите летателни характеристики като нашите Авии. В Гърция основен изтребител в началния период във войната с Италия е PZL P.24, впоследствие заменен с Глостер Гладиатор. В Румъния основен изтребител е PZL P24E.
В българските ВВС тези самолети получават името „Доган“. Първоначално с тях е въоръжен 2-ри изтребителен орляк, базиран на летище Марино поле край Карлово, като от тези машини има в състава на още 4 изтребителни ята от смесените орляци, базирани на летищата в Божурище, Горна Оряховица, Ямбол и Граф Игнатиево. По-късно, през втората половина на 1943 г., „Доган“-ите са прехвърлени в състава на 2-ри щурмови полк, сформирайки 2-ри щурмови орляк „Доган“, тъй като след първите сблъсъци с англо-американската авиация става ясно, че са безнадеждно остарели като изтребители.

### Първи бойни полети
Първите данни за бойно използване на българските Avia B-534 датират от 1940 г., когато е в ход италианското нахлуване в Гърция. По това време самолетите от Граф Игнатиево дават бойни дежурства и преследват нарушители на въздушното пространство над южната граница. При един от тези полети подофицер Никола Бонев атакува стратегическия мост при гара Бук, за което е получена протестна нота от гръцкото правителство и е проведено разследване. Самолетите „Доган“ летят на прехват и на югославски самолети нарушили българското въздушно пространство през март 1941 г., по време на нападението на Германия над Югославия.

### Изтребители и щурмовици
Срещу англо-американска авиация
Истинското бойно кръщение на българските Avia B-534 става на 1 август 1943 г. На този ден 164 бомбардировача B-24 Liberator летят в хода на операция Приливна вълна от Северна Африка към Плоещ, за да бомбардират намиращите се там нефтени рафинерии, захранващи немската армия с гориво. Т. нар. „летящи крепости“ са засечени от немците над Средиземно море и когато българското командване разбира, че в посока София летят неприятелски самолети, е дадена заповед за прехващането им. В 12.25 ч. от летище Враждебна излитат 6 Avia B-534, а от Божурище още 4 (в същото време от Карлово излитат и 10 Me-109G-2 „Стрела“). Заповедта за прехват идва късно и затова от всички 20 самолета само двама пилоти на „Догани“-и (подпоручиците Димитров и Вапцаров) осъществяват визуален контакт с противника, виждайки отдалеч последните бомбардировачи, прелитащи над Дунав в северна посока.
Срещу югославски партизани
При завръщането на бомбардировачите българските изтребители отново излитат на прехват. В 15.00 ч. излитат 11 Avia B-534 (7 от Враждебна и 4 от Божурище) и 4 Me-109G-2. Противникът е забелязан между Враца и Монтана (тогава гр. Фердинанд), където „Доган“-ите осъществяват първата си атака. Те пикират върху бомбардировачите, стреляйки с всичките си картечници, преминават през строя им и излизат от пикиране при земята. Оказва се, че поради ниската си скорост не могат веднага да повторят атаката и започват преследване на „летящите крепости“, което продължава чак до околностите на Кюстендил, където съумяват да проведат втора атака. И при двете българските пилоти наблюдават много добри попадения от бордовите си оръжия, но се оказва, че 7.92-mm картечници не могат да причинят някакви по-сериозни повреди на тежките бомбардировачи.
След тези битки Avia B-534 са изтеглени от изтребителните части и са придадени към 2-ри щурмови полк. Едно ято е придадено към Първи окупационен корпус на българската армия в Сърбия и е базирано на летище Ниш, откъдето изпълнява бойни полети срещу югославските партизани. При един от тях с огън от земята е свалена една машина, чийто пилот К. Пецев оцелява. Останалите шест самолета са унищожени при американска бомбардировка на летище Ниш на 21 август 1944 г., малко преди да бъдат пребазирани обратно в България.

### След 9 септември 1944 г.
След включването на България във Втората световна война на страната на съюзниците в бойните действия участват 9 Avia B-534 в състава на 2/2 щурмови орляк. Орлякът разполага с 19 машини (от щатни 21), но само 9 от тях са изправни; останалите самолети са унищожени или тежко повредени при съюзническите бомбардировки на летище Карлово на 12 и 28 юни 1944 г. Един от самолетите е свален на 10 септември 1944 г. от немски изтребители Ме-109. Това се случва в района на гара Веринско, където германските самолети щурмуват военни складове с гориво, намиращи се там. В същия момент край тях прелитат шест „Доган“-а, пребазиращи се към София. Немските изтребители ги атакуват от движение, подпалвайки машината на фелдфебел-школник Тончо Веселинов, който, ранен, каца принудително.
Avia B-534 от 2/2 щурмови орляк извършват задачи по разузнаване и щурмуване на противника в района на Македония, Югоизточна Сърбия и Косово. Според бойния дневник на орляка от 10 септември до 12 ноември 1944 година са изпълнени 71 задачи със 140 полета. Атакувани са 22 батареи, унищожени са 52 автомобила, 4 танка, 62 обозни каруци, 1 жп ешелон и една гара; доставени са над 100 разузнавателни доклада. Загубите на орляка в този период са една машина, свалена от зенитната артилерия на 15 септември (пилотът, подофицер Слави Маринов, се спасява с парашут) и две повредени, също от огъня на зенитната артилерия.
|  | Уикипедия разполага с Портал:Авиация |